# رجا ناینگولان
راجا ناینگولان (هلندی: Radja Nainggolan؛ زادهٔ ۴ مهٔ ۱۹۸۸) یک بازیکن فوتبال دورگه اهل بلژیک و اندونزی است.هواداران اس رم به او بخاطر روحیه ی جنگندگی و علاقه به ماسک نینجا به او لقب《نینجا》دادند.همچنین او استعداد بالایی در زدن گل های بیرون محوطه دارد و در تکل زدن هم ماهر است که اورا تبدیل به یک هافبک دفاعی تمام عیار و درجه یک و مهره ی قابل اعتماد در تیم اسپالتی تبدیل کرده بود.همچنین او علاقه ی زیادی به سیگار دارد و در همین ایام بود که یک جنجال جدید برایش درست کردند.در یک عکس او در حال سیگار کشیدن روی نیمکت ذخیره ی تیم فعلی اش است اما این جنجال ها فعلا برای او مشکلی ایجاد نکرده است.